# Stalker (película)
Stalker es una película dramática nigeriana de 2016, dirigida por Moses Inwang y protagonizada por Nse Ikpe Etim, Jim Iyke, Caroline Danjuma y Ayo Makun. Se estrenó en Nigeria el 26 de febrero de 2016. Recibió 12 nominaciones y ganó 3 premios en los Golden Icons Academy Movie Awards 2015 en los Estados Unidos.

## Sinopsis
Kaylah (Nse Ikpe Etim) es una estilista exitosa que tiene celebridades como clientes. Al regresar a casa su auto sufre un desperfecto en un pueblo remoto. Desafortunadamente para ella, se encuentra con un tradicionalista que busca un sacrificio femenino para sus dioses. Michael (Jim Iyke) la salva de los ritualistas. Después de intercambiar bromas, Michael continúa acechándola por todas partes. Kaylah finalmente obtiene una orden judicial contra Michael que le impide acercarse. Después, Kaylah descubre que su novio, Dickson (Anthony Monjaro) es un hombre casado y con hijos. Tras la ruptura y en medio de su decepción su hermana menor le da los obsequios y cartas que le había enviado Michael en un intento de calmarla. Al leer la carta, Kaylah, ahora obsesionada con la idea de recuperar a Michael, decide encontrarlo y le pide perdón. Un flashback revela que Michael en realidad no la estaba siguiendo, sino que se encontraron casualmente en numerosas ocasiones. Sin embargo Michael ya está comprometido con Ella (Caroline Danjuma). Sin que Michael lo sepa, Kaylah se hace amiga de su prometida yastutamente visita la casa de Michael cuando se suponía que Ella estaría en Abuya.

## Elenco
- Jim Iyke como Michael
- Nse Ikpe Etim como Kaylah
- Caroline Danjuma como Ella
- Anthony Monjaro como Dickson
- Emem Inwang como Cassandra
- Niyola como ella misma
- Ayo Makun como oficial de policía